# Вольт Європа
Вольт Європа (Volt Europa, часто скорочено Volt) — проєвропейський і федералістський політичний рух, який також служить загальноєвропейською структурою для дочірніх партій у кількох країнах-членах ЄС. На виборах до Європейського парламенту в травні 2019 року кандидати Volt виступали за спільний загальноєвропейський маніфест у восьми державах-членах. Організація дотримується «загальноєвропейського підходу» в багатьох сферах політики, таких як зміна клімату, міграція, економічна нерівність, міжнародні конфлікти, тероризм і вплив технологічної революції на ринок праці. Партія схвалює «політику, ґрунтовану на фактах» та обмін найкращим досвідом між державами-членами ЄС.
Вона була заснована 29 березня 2017 року. У березні 2018 року перша національна дочірня партія була заснована в Гамбурзі, Німеччина. Відтоді Volt створила місцеві команди в кожній державі-члені ЄС, а також в Албанії, Швейцарії та Великобританії, і зареєстрована як законна партія в кількох із цих країн.

## Історія

### Заснування
Volt Europa була заснована 29 березня 2017 року Андреа Вендзоном, Коломбом Каен-Сальвадором і Даміаном Бозелагером у той самий день, як Великобританія офіційно оголосила про свій намір вийти з Європейського Союзу відповідно до статті 50 ДЄС. Згідно з їхньою заявою, заснування Volt було реакцією на дедалі поширеніший популізм у світі, а також на Брекзит. Вендзон став президентом-засновником, Безелагер –віцепрезидентом, а лідером політики – Каен-Сальвадор.

### Перші вибори до Європейського парламенту (2019)
З 27 по 28 жовтня 2018 року Volt Europa провела засідання Генеральної асамблеї в Амстердамі, погодивши свою Амстердамську декларацію, яка також стала її програмою-маніфестом для виборів до Європейського парламенту. Раніше партія збиралася в Берліні, Бухаресті та Парижі.
З 22 по 24 березня 2019 року Volt Europa провела свій перший Європейський конгрес у Римі, представивши своїх кандидатів на вибори до Європейського парламенту 2019 року. До списку основних доповідачів увійшли Паоло Джентілоні (колишній прем’єр-міністр Італії та президент на той час Італійської демократичної партії), Емма Боніно (італійський сенатор і колишній єврокомісар з питань охорони здоров’я та харчової безпеки), Енріко Джованніні (колишній міністр уряду Італії), Марчелла Пануччі (генеральний директор Генеральної конфедерації італійської промисловості), Сандро Годзі (президент Союзу європейських федералістів) і Антоніо Наварра (президент Середземноморського центру зміни клімату).
Під час виборів до Європарламенту в травні 2019 року партія отримала одне місце, набравши 0,7 відсотка голосів у Німеччині, а Даміан Бозелагер став її першим членом.
9 червня 2019 року після всеєвропейського голосування членів партії Volt приєдналась до групи Зелених–Європейського вільного альянсу в Європейському парламенті. У майбутньому Volt надіється сформувати власну політичну групу в Європарламенті, яка потребуватиме щонайменше 25 депутатів від хоча б семи різних країн-членів.

### Вибори нового правління та перша загальноєвропейська цифрова асамблея (2019–2020)
З 12 по 13 жовтня 2019 року Volt Europa провела загальну асамблею в Софії для обрання нового правління Volt Europa.
Рух обрав співпрезидентами Volt Europa колишнього президента Volt Deutschland Валері Штернберга і колишнього головного кандидата в депутати від Volt Nederland Райнера ван Лансхота. Новообраним скарбником стала колишня кандидатка в депутати від Volt Luxembourg Джулія Піттерман. До обраних невиконавчих членів правління входять Конрад Ріттер, Ейлін О'Салліван, Бруно Санчес-Андраде Нуньо, Софія Джентілоні Сільвері, Джоел Беме та Корнелія-Флоріна Герман.
Через пандемію COVID-19 Volt не провів свою генеральну асамблею навесні 2020 року в Лісабоні як запланував, зате став першим усеєвропейським політичним рухом, який публічно провів цифрову генеральну асамблею, включно з голосуванням своєї програми до 2024 року.

### Перша участь у національній політиці (2021)
Партія Volt брала участь у виборах в Нідерландах 2021 року, а Лоренс Дассен очолив партійний список. Volt Nederland врешті-решт отримала 2.4% голосів і 3 місця, найбільше серед усіх країн, знаменуючи перший вихід до національного законодавчого органу.
Volt Bulgaria брала участь у всіх трьох болгарських парламентських виборах у 2021 році, у перших двох у складі протиурядової коаліції ISMV, а на третіх у PP. Перша коаліція отримала місця на обох виборах, але жодне з них не було розподілено між членами Volt. Однак друга коаліція отримала більше місць, а Volt отримала два місця в Національних зборах Болгарії.
Британська і Шотландська дочірні партії, Volt UK і Volt Scotland, уклали виборчу угоду з Renew Scotland, згідно з якою кандидати від Volt Scotland приєдналися до партійного списку Renew на виборах до шотландського парламенту 2021 року. На виборах до шотландського парламенту Volt приєдналася до Renew у заклику до референдуму з множинним вибором варіантів щодо питання незалежності Шотландії. Кандидати з Renew отримали 493 голоси або 0.02% голосів за регіональними списками та не змогли видвинути жодного члена партії як члена Шотландського парламенту.
З 16 по 17 жовтня 2021 року в Лісабоні (Португалія), відбулася Генеральна асамблея Volt Europa. Це була перша фізична Генеральна асамблея з 2019 року. Під час Генеральної асамблеї 2021 року Райнер ван Лансхот, який був співпрезидентом після Генеральної асамблеї в Софії 2019 року, був переобраний. Співпрезидентом обрано Франческу Роману Д'Антуоно з Італії. Скарбником обрано Йоганнеса Генріха зі Швейцарії. Обрано шість невиконавчих членів правління: Інес Консонні, Анук Оомс, Люсія Насс, Тор Лархольм, Чарльз Евен і Лукас Амореллі Рібейро Корнексл.

## Ім'я
Volt Europa була зареєстрована як некомерційна організація в Люксембурзі під назвою Volt Europa, відмовившись від попередньої назви Vox Europe, щоб уникнути будь-якої плутанини з подібною назвою ультраправої іспанської партії. «Volt» було обрано як назву через її схожість із початковою назвою та додаткове значення переносного внесення напруги в політику. Крім того, і термін «Volt», і латинська версія назви європейського континенту мають спільне те, що вони розуміються всіма європейськими мовами, отже як трансконтинентальний рух Volt Europa втрачає потребу приймати переклади власної назви, за винятком мов з нелатинською писемністю (наприклад, Болгарія та Греція).

## Ідеологія та політика
У 2018 році Volt визначила «Фундаментальні виклики 5+1»:
- Розумна держава – цифровізація державних послуг
- Економічне відродження – поєднання циклічної, зеленої та блакитної економічних моделей
- Соціальна рівність – права людини, рівні можливості, гендерна рівність і толерантність до культурних відмінностей
- Глобальний баланс – стійка та відповідальна політика у сільському господарстві та торгівлі, заходи для подолання зміни клімату та кризи біженців, а також підтримка трудової міграції та співпраці в галузі розвитку
- Розширення прав і можливостей громадян – більша субсидіарність, соціальна відповідальність і демократія участі
- +1 Європейська реформа – Федерація держав ЄС з більшою відповідальністю за свої регіони та міста

Що стосується економічних питань, Volt Europa підтримує оцифрування, інвестиції в зелену та блакитну економіку, заходи проти бідності та нерівності (включаючи європейську мінімальну платню), більш інтегровану європейську податкову систему та використання державно-приватного партнерства; вона також підтримує збільшення витрат на соціальне забезпечення, зокрема на освіту й охорону здоров'я. Щодо соціальної політики Volt виступає проти сексизму та расизму й підтримує права ЛГБТ+. Він також підтримує глибокі реформи інституцій ЄС, включаючи спільне управління міграцією, європейську армію та єврооблігації. Volt стверджує, що відносини між ЄС і НАТО слід переглянути в довгостроковій перспективі.
Volt підтримує ідею федеративної Європи з сильним Європейським парламентом з метою створення єдиного європейського голосу на глобальній арені.
На відміну від інших проєвропейських рухів, таких як Pulse of Europe або European Federalists, Volt прагне брати участь у європейських, місцевих і національних виборах через свої дочірні організації в країнах-членах ЄС. Її першою великою метою були вибори до Європейського парламенту в травні 2019 року.

## Національні відділи

### Австрія
Volt Österreich — партія Volt в Австрії. Партія планувала взяти участь у виборах до Європарламенту в 2019 році, але не змогла вчасно зібрати необхідні 2600 підписів, щоб потрапити на вибори. Відтоді партія брала участь у деяких місцевих виборах, але не отримала мандату.

### Бельгія
Volt Belgium/Belgique/België/Belgien — партія Volt у Бельгії. Volt Belgium був першим національним відділом, який взяв участь у виборах, коли вони взяли участь у бельгійських місцевих виборах 2018 року в Іксельсі, Еттербек, а також розділили список з місцевою Піратською партією (Paars) для Антверпена. Під час виборів до Європейського парламенту 2019 року Volt брала участь у голландськомовній колегії виборців, отримавши 0.48% голосів, що було недостатньо для одного місця.

### Болгарія
Волт България (Волт Болгарія) — зареєстрована політична партія Volt в Болгарії. На національних парламентських виборах у листопаді 2021 року Volt вперше отримала мандат у Національних зборах у складі виборчого альянсу «Ми продовжуємо зміни». У грудні 2021 року Volt Bulgaria отримала другий мандат, коли член парламенту від їхньої коаліції став міністром і звільнив місце в депутаті для Volt Bulgaria.

### Кіпр
На Кіпрі Volt співпрацює з рухом New Wave - The Other Cyprus. Кіпріотський рух і Volt підписали меморандум про взаєморозуміння щодо злиття в листопаді 2021 року. У результаті New Wave було перейменовано на «New Wave || Volt Cyprus — The Other Cyprus». Після президентських виборів 2023 року планується злиття для створення партії Volt Cyprus.

### Чехія
Volt діяв з 11 квітня 2021 року по 28 червня 2022 року в Чехії як зареєстрована асоціація Volt Česká republika, z.s,  з Кароліною Маховою та Адамом Ханкою як головами асоціації та Яном Клатілом як скарбником. Volt тепер зареєстрований як політична партія Volt Česko.

### Данія
Датський чаптер Volt, Volt Danmark, було засновано 21 липня 2018 року. Партія вперше брала участь у виборах у листопаді 2021 року на муніципальних виборах у Фредеріксберзі. Щоб отримати право на національні вибори, які відбудуться не пізніше 2023 року, партії потрібна 21 тис. цифрових підписів. Щоб взяти участь у виборах до Європарламенту 2024 року, партії потрібна 71 000 цифрових підписів.

### Франція
Volt France була заснована як дев’ята національна філія Volt Europa та має дев’ять діючих філій, з «міськими командами» в Греноблі, Ліллі, Ліоні, Нанті, Ніцці, Парижі, Ренні та дві транскордонні філії в Айн-Женеві та Страсбург-Келі.
Партія не змогла взяти участь у європейських виборах 2019 року через брак фінансування. У 2020 році Volt France брала участь у муніципальних виборах. Партія балотувалася в коаліції з the Greens в Ліллі, де вони отримали 24.5% у першому турі, і програли в другому турі з 39.4%; як коаліція з «100% citoyens» в Ліоні, отримавши 3.4% та 1.6% у двох округах; і один у 9-му окрузі Парижа, отримавши 0.5% у першому турі.
На загальних виборах 2022 року партія брала участь у кількох виборчих округах, у тому числі в закордонних виборчих округах.

### Німеччина
Volt Deutschland стала зареєстрованою політичною партією в Німеччині в 2018 році, що дозволило їй конкурувати на виборах у Німеччині. Основна програма Volt Deutschland базується на пропозиції стратегій, що також є фундаментальним для Volt Europa. Спочатку німецький чаптер зосередився на п’яти «викликах»: «розумна держава, соціальна рівність, економічне відродження, політично активне громадянство» та «глобальна рівновага». Він також прагне реалізувати загальну політику транснаціональних реформ ЄС відповідно до програм Volt Deutschland і Volt Europa. Програма Volt Deutschland на європейських вибориах 2019 року була ідентичною програмі всіх інших європейських чаптерів. Вона була прийнята як «Амстердамська декларація» всіма чаптерами Volt у жовтні 2018 року.
На європейських виборах 2019 року «Volt Deutschland» отримала 248 824 голоси, що становить 0.7% від загальної кількості голосів у Німеччині. У результаті провідний кандидат від Volt Deutschland Даміан Бозелагер отримав одне з 96 місць Німеччини в Європейському парламенті.
Volt Deutschland отримала окремі місця в ряді міських рад. На місцевих виборах, що відбулися в той же день, що й вибори в Європарламент у 2019 році, Volt отримала 1.2% голосів на виборах до міської ради Майнца, вигравши 1 місце. На місцевих виборах у Баварії 2020 року партія отримала по одному місці в Бамберзі та Мюнхені. У Мюнхені Вольт згодом увійшов до правлячої коаліції з соціал-демократами. Пізніше того ж року партія отримала місця в міських радах Кельна, Бонна, Аахена, Зіґена, Мюнстера, Дюссельдорфа та Падерборна. Volt була особливо сильною у Кельні та Бонні, де вона отримала близько 5% голосів, що дало чотири і три місця відповідно. У березні 2021 року партія також отримала місця в Дармштадті, Франкфурті, Вісбадені, Фульді та Гойзенштаммі на місцевих виборах у Гессені 2021 року. 6.5% голосів у Дармштадті (5 із 71 місць) стало найкращим результатом партії в німецькій раді.

### Ірландія
Volt Ireland (ірл. Volt Éire) утворилася напередодні виборів до Європарламенту 2019 року, але спочатку не реєструвалася як партія, проводячи збори в різних містах. У жовтні 2021 року група спробувала зареєструватися як партія. Для цього необхідно зібрати 300 підписів від громадян Ірландії та громадян ЄС, які проживають в Ірландії.

### Італія
Volt Italy (італ. Volt Italia) була заснована 18 липня 2018 року. Джанлука Ґуерра та Еліана Канавезіо є лідерами партії, а Паоло Манетта є скарбником (2022 рік).
Партія не змогла взяти участь у європейських виборах 2019 року, оскільки не змогла отримати необхідні 150 000 нотаріально завірених підписів прихильників. З тих пір партія взяла участь у ряді регіональних і місцевих виборів, вигравши мандати в Мантуї та Ізернії, серед інших міст, де Федеріка Вінчі, тоді голова Volt Italia, була обрана віце-мером.

### Люксембург
Volt Luxembourg була заснована в 2019 році і отримала близько 2% голосів на виборах до Європейського парламенту в 2019 році.

### Мальта
Volt Malta була офіційно зареєстрована як політична партія на Мальті в травні 2021 року та бере участь у виборах до національного парламенту 2022 року.

### Нідерланди
Volt Netherland — зареєстрована політична партія Volt у Нідерландах, заснована 23 червня 2018 року в Утрехті. Партія отримала 2.42% голосів на загальних виборах 2021 року, зайнявши три місця в Палаті представників Нідерландів.

### Португалія
У жовтні 2019 року Volt Portugal подала понад 9000 підписів, необхідних для реєстрації як політичної партії. Після численних затримок Конституційний суд затвердив Volt Portugal як 25-у партію країни в червні 2020 року. Volt Portugal спочатку планувала брати участь у регіональних виборах на Азорських островах восени 2020 року, але не змогла цього зробити через повільний процес реєстрації, який не дав достатньо часу для набору кандидатів.
На місцевих виборах у вересні 2021 року партія брала участь у Лісабоні (0.58%), Порту (0.42%), Томарі (1.36%), Коїмбрі (коаліція 43.92%) і Оейраш (коаліція 7.57%), отримавши мандат у Коїмбрі. Незалежний депутат Європарламенту Франсіско Геррейро підтримав партію на місцевих виборах і оголосив, що приєднається до партії після закінчення терміну його повноважень.
На загальних виборах у січні 2022 року Volt Portugal вперше брала участь у національних виборах, балотуючись у 18 із 20 округів. Партія отримала 0.1% голосів і не отримала жодного місця.

### Румунія
Volt România — зареєстрована політична партія Volt у Румунії. Вона була зареєстрована в лютому 2021 року, стала 15-ю зареєстрованою національною партією Volt Europa. Група діє в країні з 2017 року, беручи участь в ініціативах проти нападів на верховенство права та мобілізуючи діаспору для участі у виборах.

### Іспанія
Volt Spain (ісп. Volt España) була офіційно зареєстрована як партія в Іспанії 15 червня 2018 року як третій національний чаптер. Партія отримала 32 291 голос на виборах до Європейського парламенту 2019 року. У травні партія брала участь у місцевих виборах у Мадриді вперше після європейських виборів, але не змогла отримати мандат. Під час виборів представник правопопулістського Vox застерігав від плутанини з його власною партією, оскільки розміщення бюлетенів один біля одного, за його словами, мало на меті викликати плутанину. Середній вік Volt в Іспанії становить менше 35 років, а її головами є Ракеле Арчуло та Крістіан Кастрільон.

### Швеція
Volt Sverige — зареєстрована політична партія Volt у Швеції. Міхаель Хольц і Александер Леф є лідерами партії, а Джоел Беме – скарбником. Партія проводила агітацію на виборах до Європейського парламенту 2019 року, але як партія без власних виборчих бюлетенів, покладаючись на те, що виборці пишуть назву партії на чистих бюлетенях. Таким чином Volt Sverige отримала 146 голосів.
На початку листопада 2021 року відділення Liberalerna (Ліберали) у Юснарсберзі оголосило про свій намір спочатку перетворитися на асоціацію та балотуватися від Volt на місцевих виборах.

### Швейцарія
Volt Switzerland було засновано 9 жовтня 2019 року. Є команди в Женеві, Цюриху, Базелі, Берні та Лугано. У лютому 2020 року Volt брала участь у Комітеті єдності за вільне пересування осіб. Він спрямований на вирішення проблем іноземців та швейцарців із міграційним походженням щодо досягнення більшої участі в суспільному житті Швейцарії, а також спрямований проти громадянської ініціативи «За помірну імміграцію (ініціатива обмеження)».
На муніципальних виборах у Цюриху в лютому 2022 року Volt вперше балотувалась на виборах у Швейцарії та висунула кандидатів у 2 з 9 виборчих округів. В окрузі 7+8 партія набрала 0.24%, в окрузі 10 – 0.34%, що означає, що вона не отримала мандат.

### Об'єднане Королівство
Volt UK була зареєстрована у Британській виборчій комісії в січні 2020 року і виступає за приєднання Великобританії до Європейського Союзу.

### Україна
Volt Ukraine була заснована в липні 2022 року. Його засновник і голова — Михайло Побігай, ветеран війни і голова громадської організації «Земля вільних». Volt Україна виступає за вступ України до ЄС, більше витрачання грошей на війну, а також європейську орієнтацію України. Члени «Volt Україна» також підтримують українців, вимушених покинути Україну через війну, та організовують їх проживання в ЄС.

## Вибори до Європарламенту

### Вибори до Європарламенту 2019 року
У Франції (не в змозі зібрати 800 000 євро фінансування для виконання вимог законодавства щодо друку власних виборчих бюлетені)[первинне джерело], Італії (не вдалося зібрати 150 000 підписів), Австрії (не вдалося зібрати 2 600 підписів), Португалії (7500 підписів) і Данії (не змогла зібрати кількості декларацій виборців, що відповідає принаймні 2% усіх дійсних голосів на останніх виборах), Volt мав намір взяти участь у виборах до Європейського парламенту, але не зміг учасно виконати місцевих вимог.

## Фінансування
Відповідно до фінансових звітів партії, більшість доходу вона отримує з пожертв і краудфандингу. Вона заявляє, що публікує кожну пожертву понад 3000 євро протягом 15 днів після її отримання на веб-сайті. 9 травня 2021 року Volt оголосив, що за три тижні зібрав 40 000 євро в ході збору коштів на професіоналізацію Volt під час підготовки до виборів до Європейського парламенту 2024 року.
Кожне представництво Volt зобов’язується дотримуватись однакових правил пожертвувань щодо публікації кожної пожертви, що перевищує 3000 євро, що також можна спостерігати на веб-сайтах Volt Німеччини та Нідерландів.

## Міжнародна співпраця
З 14 по 19 липня 2021 року делегати Volt Europa відвідали Єреван (Вірменія), щоб зустрітися з представниками Європейської партії Вірменії.
У листопаді 2021 року кіпріотський рух New Wave – The Other Cyprus і Volt підписали меморандум про взаєморозуміння щодо злиття.